# Сельское поселение Герасимовка
Сельское поселение Герасимовка  — муниципальное образование в Алексеевском районе Самарской области.
Административный центр поселения — село Герасимовка.

## Административное устройство
В состав сельского поселения Герасимовка входят:
- село Герасимовка,
- село Корнеевка,
- посёлок Дальний.